# 阿古河畔拉萨尔沃塔
阿古河畔拉萨尔沃塔（法語：La Salvetat-sur-Agout，法語發音：[la salvəta syʁ aɡu(t)]）是法国埃罗省的一个市镇，属于贝济耶区。

## 地理
阿古河畔拉萨尔沃塔（43°36'3"N, 2°42'12"E）面积87.55 平方千米，位于法国奧克西塔尼大區埃罗省，该省份为法国南部沿海省份，南濒地中海，西南接奥德省，西北接塔恩省和阿韦龙省，东北与加尔省接壤。
与阿古河畔拉萨尔沃塔接壤的市镇（或旧市镇、城区）包括：勒苏列、昂格莱斯、拉科讷、拉蒙泰拉列、纳日、阿古河畔弗赖斯、里奥尔斯。
阿古河畔拉萨尔沃塔的时区为UTC+01:00、UTC+02:00（夏令时）。

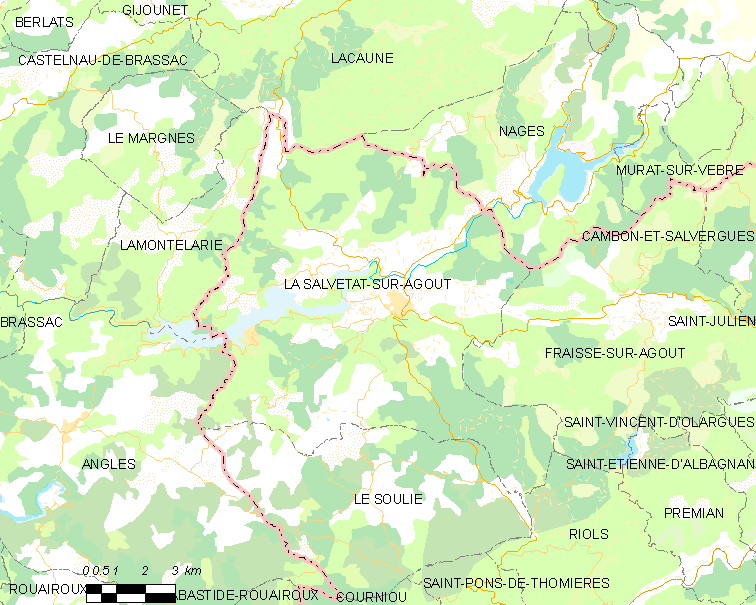
阿古河畔拉萨尔沃塔的OSM定位图

## 行政
阿古河畔拉萨尔沃塔的邮政编码为34330，INSEE市镇编码为34293。

## 政治
阿古河畔拉萨尔沃塔所属的省级选区为圣庞斯德托米耶尔县。

## 人口

1962-2008年间阿古河畔拉萨尔沃塔人口变化图示

阿古河畔拉萨尔沃塔于2022年1月1日时的人口数量为1115人。